# Valeri Bojinov
Valeri Emilov Bozhinov (nascut el 15 de febrer de 1986), més conegut com a Valeri Bojinov, és un futbolista búlgar.
Ha jugat al FC Parma, Manchester City FC, ACF Fiorentina i Juventus FC, entre d'altres.